# Silene mandonii
Silene mandonii là loài thực vật có hoa thuộc họ Cẩm chướng. Loài này được (Rohrb.) Bocquet miêu tả khoa học đầu tiên năm 1967.